# Birthdays the Beginning
Birthdays the Beginning è un videogioco di simulazione del 2017 sviluppato da Arc System Works e pubblicato da NIS America per PlayStation 4 e Microsoft Windows. Del gioco è stata realizzata una conversione per Nintendo Switch dal titolo Happy Birthdays.